# Shunsuke Tanimoto
Shunsuke Tanimoto (japanisch 谷本 駿介 Tanimoto Shunsuke; * 7. März 2001 in der Präfektur Osaka) ist ein japanischer Fußballspieler.

## Karriere
Shunsuke Tanimoto erlernte das Fußballspielen in der Jugendmannschaft des Erstligisten Cerezo Osaka sowie in der Universitätsmannschaft der Kansai University of Social Welfare. Seinen ersten Profivertrag unterschrieb er am 1. Februar 2023 beim Ehime FC. Der Verein aus Matsuyama, einer Stadt in der Präfektur Ehime, spielt in der dritten japanischen Liga. Sein Drittligadebüt gab Shunsuke Tanimoto am 5. März 2023 (1. Spieltag) im Heimspiel gegen Iwate Grulla Morioka. Bei der 1:5-Heimniederlage wurde er in der 65. Minute für Yuta Fukazawa eingewechselt. In seiner ersten Saison bestritt er 31 Ligaspiele. Am Ende der Saison 2023 feierte er mit Ehime die Drittligameisterschaft und den Aufstieg in die zweite Liga.

## Erfolge
Ehime FC
- Japanischer Drittligameister: 2023  ▲